# Солине (Добринь)
45°09′ пн. ш. 14°36′ сх. д. / 45.15° пн. ш. 14.60° сх. д.
Солине (хорв. Soline) — населений пункт у Хорватії, в Приморсько-Горанській жупанії у складі громади Добринь.

## Населення
Населення за даними перепису 2011 року становило 47 осіб.
Динаміка чисельності населення поселення:

## Клімат
Середня річна температура становить 14,07 °C, середня максимальна – 26,90 °C, а середня мінімальна – 1,94 °C. Середня річна кількість опадів – 1239 мм.
| Клімат поселення                              | Клімат поселення | Клімат поселення | Клімат поселення | Клімат поселення | Клімат поселення | Клімат поселення | Клімат поселення | Клімат поселення | Клімат поселення | Клімат поселення | Клімат поселення | Клімат поселення | Клімат поселення |
| Показник                                      | Січ.             | Лют.             | Бер.             | Квіт.            | Трав.            | Черв.            | Лип.             | Серп.            | Вер.             | Жовт.            | Лист.            | Груд.            |                  |
| Середній максимум, °C                         | 9,75             | 10,18            | 13,07            | 15,97            | 20,97            | 25,07            | 26,90            | 26,62            | 22,31            | 17,95            | 13,19            | 10,29            |                  |
| Середня температура, °C                       | 5,84             | 6,28             | 9,19             | 12,08            | 17,07            | 21,17            | 23,57            | 23,29            | 18,96            | 14,62            | 9,83             | 6,96             |                  |
| Середній мінімум, °C                          | 1,94             | 2,39             | 5,27             | 8,19             | 13,19            | 17,28            | 20,23            | 19,95            | 15,63            | 11,29            | 6,50             | 3,62             |                  |
| Норма опадів, мм                              | 100              | 81               | 82               | 86               | 84               | 92               | 52               | 75               | 141              | 163              | 158              | 125              |                  |
| Середньомісячна швидкість вітру, м/с          | 2.88             | 3.02             | 3.06             | 2.88             | 2.60             | 2.46             | 2.47             | 2.48             | 2.59             | 2.83             | 3.15             | 3.11             |                  |
| Середньомісячна сонячна радіація, кДж/м²·день | 4477             | 7229             | 10617            | 15114            | 19424            | 21210            | 22590            | 19455            | 14226            | 9148             | 4896             | 3766             |                  |
| --------------------------------------------- | ---------------- | ---------------- | ---------------- | ---------------- | ---------------- | ---------------- | ---------------- | ---------------- | ---------------- | ---------------- | ---------------- | ---------------- | ---------------- |
| Джерело:                                      |                  |                  |                  |                  |                  |                  |                  |                  |                  |                  |                  |                  |                  |